# Monastero di Santa Maria dell'Aspro
Il monastero di Santa Maria dell'Aspro, poi convento di Santa Maria di Loreto è stato un edificio religioso oggi in rovina, costruito nella frazione di Villa d'Agri, nella città di Marsicovetere, in provincia di Potenza.
L'edificio è celebre perché nel 1334 fu rifugio di Angelo Clareno, punto di riferimento dei Francescani spirituali, ricercato dall'Inquisizione e già scomunicato dal 1317. Qui, nel convento che dedicò a Santa Maria di Loreto, in località Santa Maria dell'Aspro, introdusse l'ordine dei Fraticelli e produsse un'effervescenza religiosa fondata su una spiritualità che predicava il rinnovamento della vita in attesa dell'apocalisse (compiendo, secondo alcune fonti, anche alcuni miracoli). Clareno morì il 15 giugno 1337 e la sua tomba divenne metà di frequenti pellegrinaggi.